# Buddy Holly
Charles Hardin Holley (Lubbock, 7 de setembre de 1936 - Clear Lake (Iowa), 3 de febrer de 1959), conegut amb el nom de Buddy Holly, va ser un cantautor i pioner del rock and roll. Tot i que el seu èxit només va durar un any i mig abans de la seva mort en un accident d'avió, el crític Bruce Elder el va descriure com "la força creativa més influent dels inicis del rock and roll". Les seves obres i innovacions van inspirar i influenciar diversos músics, com The Beatles, The Rolling Stones, Don McLean, i va tenir una influència molt gran en la música popular.
Holly va ser al primer grup d'inclosos al Rock and Roll Hall of Fame el 1986. El 2004, Rolling Stone va col·locar Holly a la tretzena posició dels "Cinquanta Millors Artistes de Tots els Temps".

## Mort

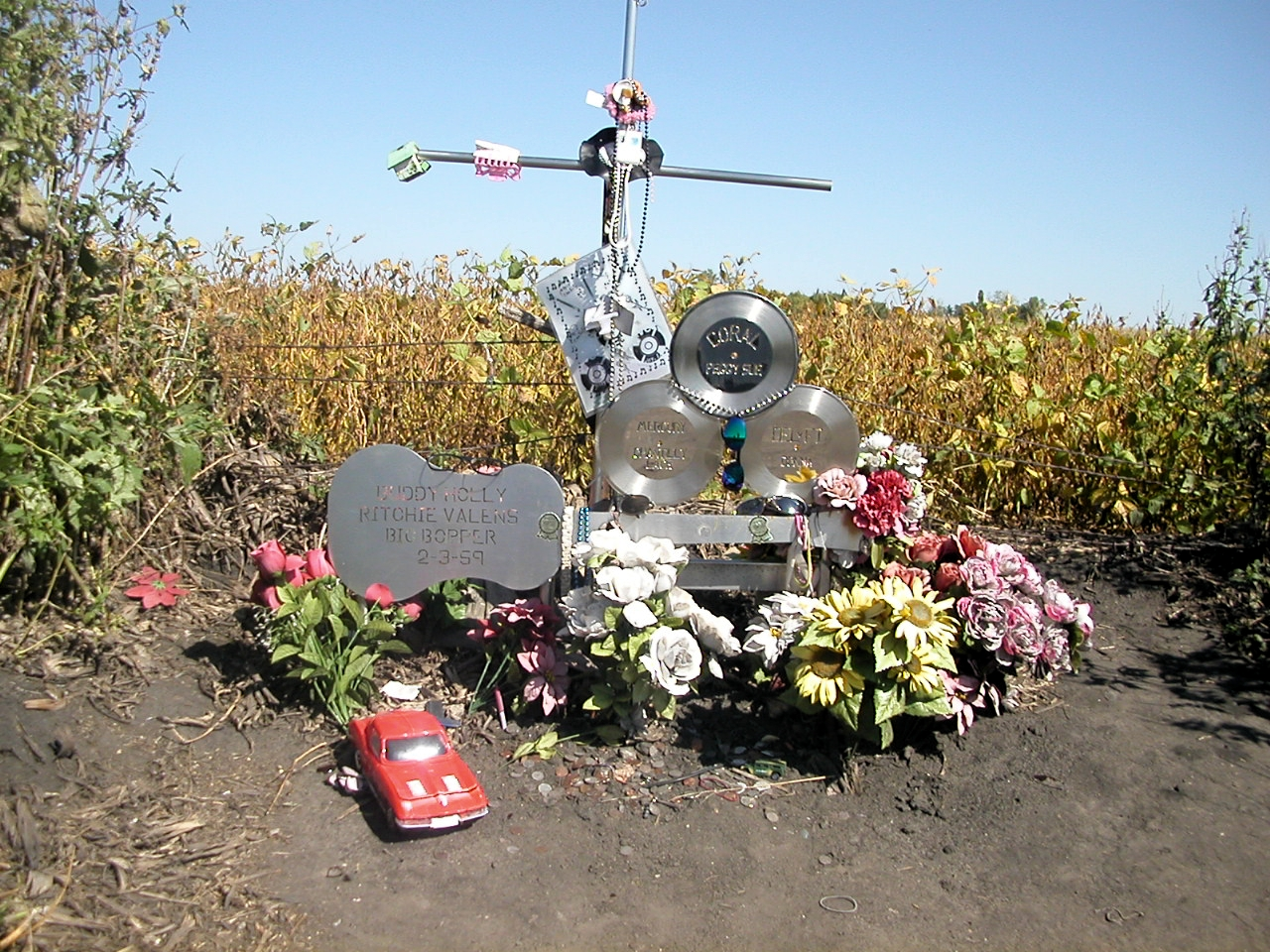
Flors en record a Holly.

L'agència GAC va oferir a Holly anar a la gira Winter Dance Party, que començava el 23 de gener de 1959, juntament amb altres músics notables com Dion and the Belmonts, Ritchie Valens, i J. P. "The Big Bopper" Richardson. Anaven acompanyats de Tommy Allsup, Waylon Jennings i Carl Bunch.
L'autocar de la gira tenia espatllada la calefacció, amb temperatures de -31 °C. També es va espatllar diverses vegades entre parades. Després d'un concert a Clear Lake (Iowa) el 2 de febrer de 1959, Holly va llogar una petita avioneta per dur-lo a la següent parada de la gira. Ell, Valens, Richardson i el pilot van morir mentre anaven a Moorhead (Minnesota), quan el seu avió va estavellar-se poc després d'enlairar-se a prop de Mason City el matí del 3 de febrer. Don McLean ho va anomenar "El dia que la música va morir" a la seva cançó "American Pie".
L'avioneta que Holly va llogar estava pilotada per Roger Peterson, un pilot jove i inexpert. El seu avió tenia capacitat per a tres persones (quatre comptant el pilot), que havien de pagar 36 dòlars pel viatge. L'avioneta es va enlairar a la una de la matinada, i, dues hores i mitja més tard, es va comunicar la desaparició de l'avió. El mateix matí es va trobar en un camp un avió completament destrossat, amb els cossos dels músics al voltant. El pilot, tanmateix, estava a la cabina. Així va acabar la carrera de Holly, que més tard es va convertir en un dels músics més influents.
El funeral de Holly va ser el 7 de febrer de 1959, a Lubbock.
El 1979 es va estrenar una pel·lícula, Buddy Holly Story, sobre la seva vida. L'última cançó que va tocar en un concert va ser Rave On amb el seu grup The Crickets.